# مانخابالغو
بلدية مانخابالغو (بالإسبانية: Manjabálago) هي بلدية تقع في مقاطعة آبلة التابعة لمنطقة قشتالة وليون وسط إسبانيا.

## الديموغرافيا
بلغ عدد سكان بلدية مانخابالغو 43 نسمة عام 2011 (وفقاً للمعهد الوطني للإحصاء الإسباني).
| 78 | 72 | 62 | 55 | 45 | 44 | 43 |